# Hebecnema
Hebecnema är ett släkte av tvåvingar. Hebecnema ingår i familjen husflugor.

## Bildgalleri

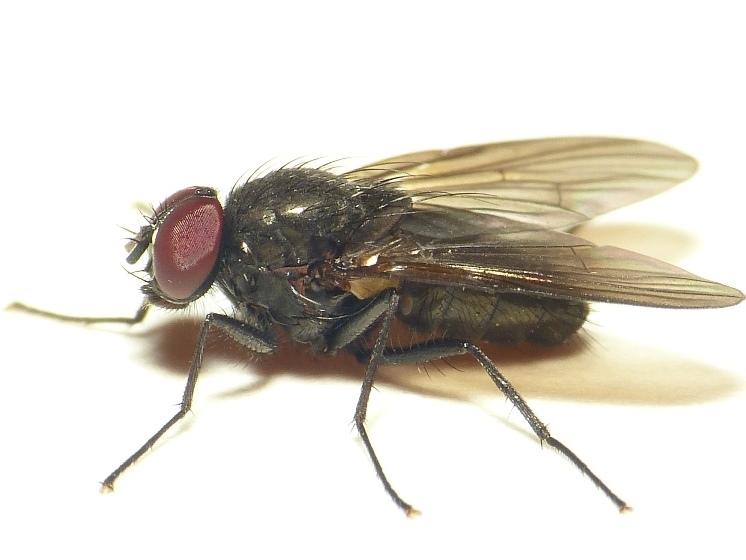
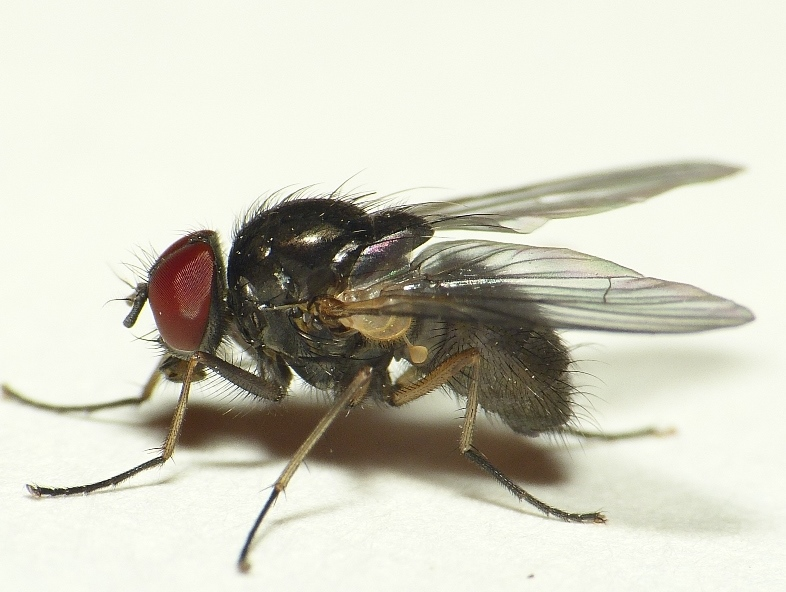
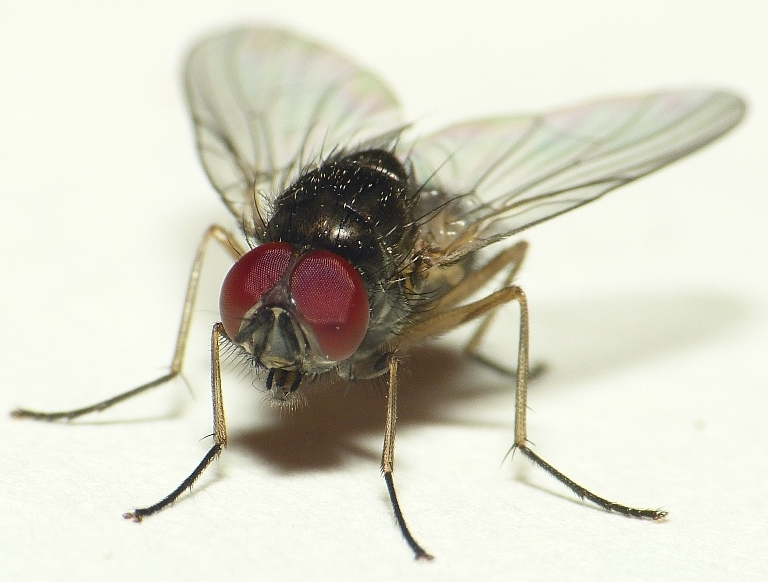
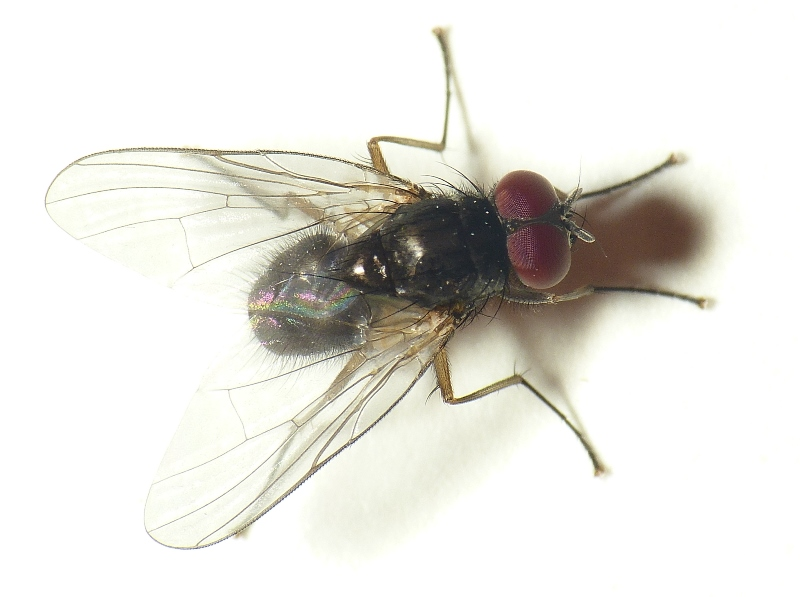

## Dottertaxa tillHebecnema, i alfabetisk ordning[1][2]
- Hebecnema alba
- Hebecnema angustifacialis
- Hebecnema anthracina
- Hebecnema asiatica
- Hebecnema aurantipalpis
- Hebecnema bwambae
- Hebecnema fumosa
- Hebecnema fuscohalterata
- Hebecnema gressitti
- Hebecnema halterata
- Hebecnema heteromma
- Hebecnema humeralis
- Hebecnema infuscata
- Hebecnema luzonensis
- Hebecnema mariora
- Hebecnema megrophthalma
- Hebecnema nigra
- Hebecnema nigricolor
- Hebecnema nigrisquama
- Hebecnema nigrithorax
- Hebecnema nitens
- Hebecnema patersoni
- Hebecnema pseudofumosa
- Hebecnema rufula
- Hebecnema semiflava
- Hebecnema trichaeta
- Hebecnema trisetosa
- Hebecnema umbratica
- Hebecnema uniseta
- Hebecnema vespertina